# Tango Maru
Le Tango Maru (丹後丸), à l'origine nommé Rendsburg, était un cargo construit en Allemagne en 1925. Alors qu'il était au service de la Imperial Steamship Co., une entreprise publique japonaise, et servant aussi de hell ship de la marine impériale japonaise, il a été coulé par le sous-marin américain USS Rasher le 25 février 1944,. Le naufrage a coûté la vie à environ 3.000 passagers et membres d'équipage.

## Historique
Le cargo de 6 200 tonnes a été construit pour la Deutsche Australische Dampfschiffs Gesellschaft (ligne germano-australienne) de Hambourg au chantier naval Vulcan, à Hambourg, en Allemagne. Il a été lancé en 1925 et nommé Rendsburg. Le 10 mai 1940, il est confisqué par les Hollandais aux Indes orientales néerlandaises et rebaptisé Toendjoek, lors de la Bataille des Pays-Bas. Il est sabordé le 2 mars 1942 en tant que blockship au large du port de Tanjung Priok. Renfloué par la marine impériale japonaise le 12 août 1942, il a été réparé et mis en service pour l'Imperial Steamship Co, une société du gouvernement japonais.

## Naufrage
Le 25 février 1944, bourré de 3.500 ouvriers javanais (romusha) et de centaines de prisonniers de guerre alliés, Tango Maru voyageait entre Java et Ambon. Le sous-marin américain USS Rasher a coulé le navire à 25 milles au nord de l'île de Bali avec trois torpilles,. Seuls environ 500 Javanais ont survécu. Le même jour, l'USS Rasher a également coulé le Ryusei Maru, tuant quelque 5 000 soldats japonais.
Un autre navire japonais nommé Tango Maru, un pétrolier de 2.046 tonnes, a également été coulé par l'USS Rasher, le 8 novembre 1943 dans le détroit de Makassar.

### Liens connexes
- Liste des hell ships japonais
- Liste des navires coulés par sous-marins par nombre de morts
- Crimes de guerre du Japon Shōwa